# Kirchhof und Friedhof Hochkirchen

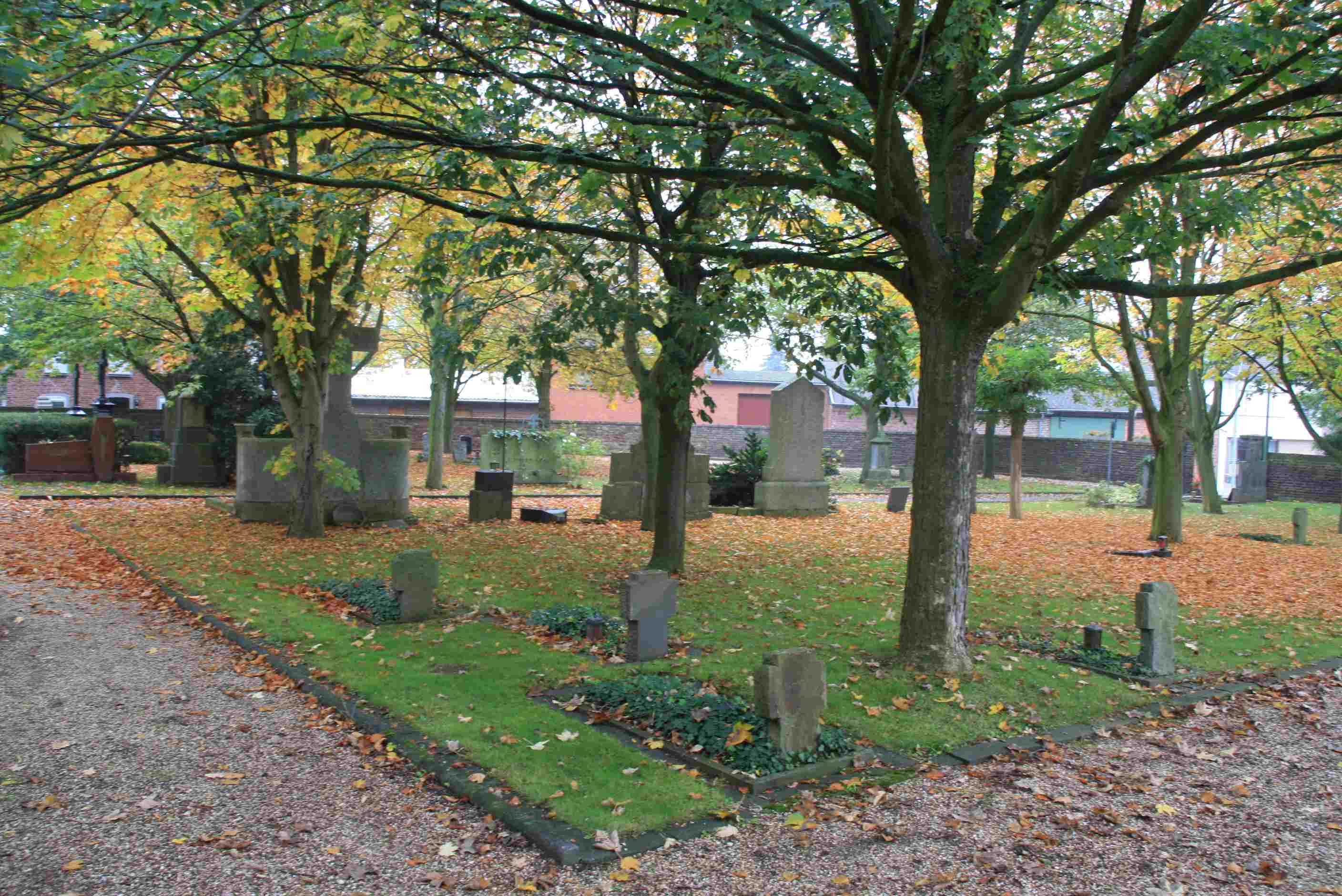
Der Kirchhof

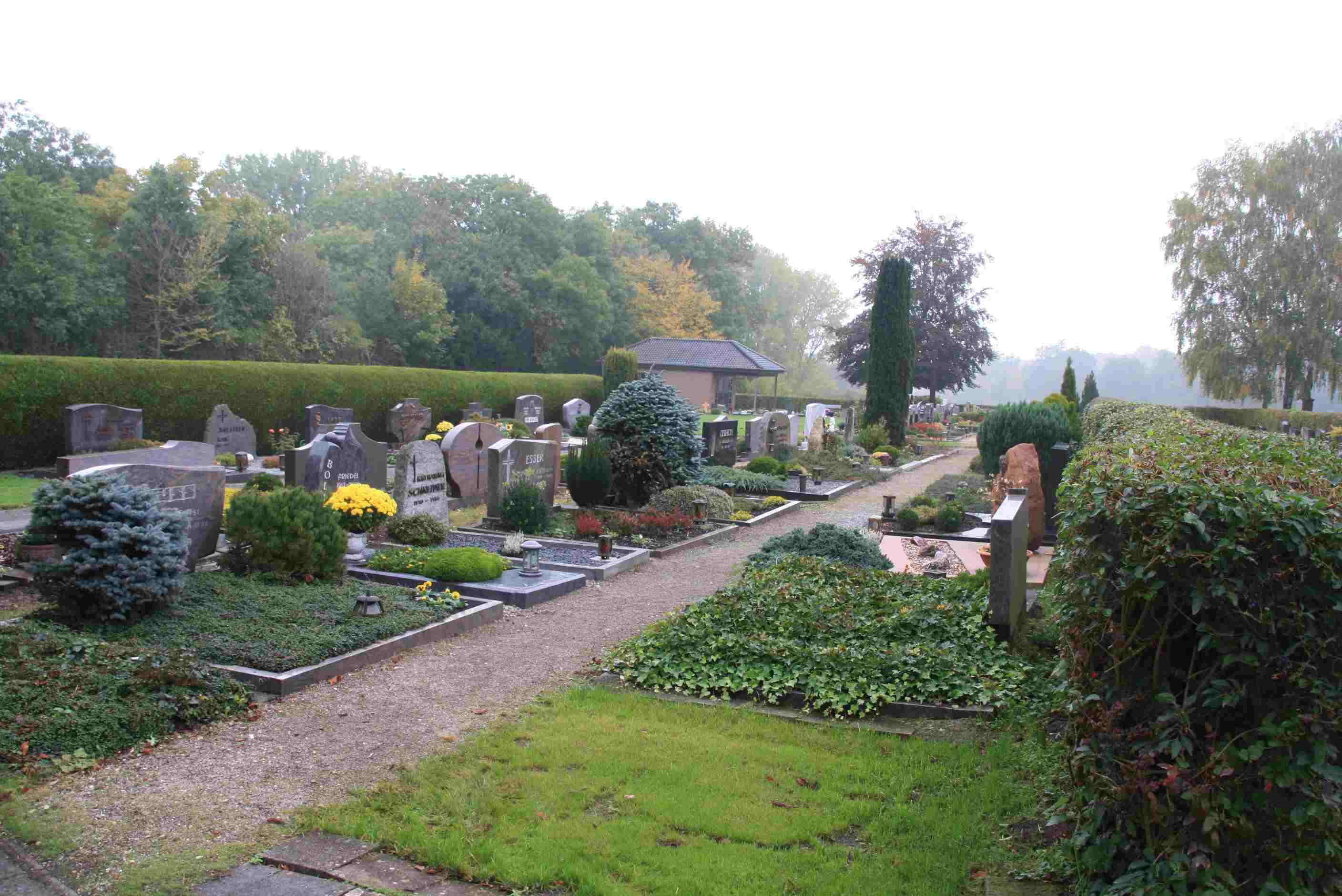
Der Friedhof

Kirchhof und Friedhof in Hochkirchen, Gemeinde Nörvenich, im Kreis Düren, sind zwei benachbarte Begräbnisstätten. 
Der historische Kirchfriedhof, der seit 1972 nicht mehr belegt wird, liegt direkt an der Südseite der katholischen Kirche St. Viktor. Nordöstlich davon wurde 1968 der neue Friedhof angelegt, als die verfügbaren Parzellen des Kirchhofs nicht mehr ausreichten. Der alte Kirchhof steht unter Denkmalschutz.
Auf dem Kirchhof wurden die Verstorbenen des ganzen Kirchspiels bestattet. Zu diesem gehören die Orte Irresheim, Eggersheim, Dorweiler, Poll und Hochkirchen sowie aus Nörvenich die Burgstraße, Am Kreuzberg, Oberbolheimer Straße, Vogelgasse, Marktplatz (außer Nr. 2 und 4) und die Zülpicher Straße (linke Straßenseite von Ecke Marktplatz bis Ecke Kirchgasse). In Poll und Dorweiler gibt es seit alters her eigene Kapellen und auch eigene Friedhöfe. Eggersheimer und Irresheimer werden auch heute noch in Hochkirchen bestattet.
Auf dem alten Kirchhof befinden sich 109 alte Grabmale zumeist aus dem 16. bis 18. Jahrhundert; die beiden ältesten sind aus dem Jahr 1586 und wurden zum Gedächtnis des Johann Hoch aus Eggersheim und des Caspar Wirdt aus Poll aufgestellt. Eine solche Fülle von alten Grabsteinen ist im weiten Umkreis nirgendwo zu finden.
Der Kirchhof hat zwei Zugänge, einen östlich der Kirche zwischen dem Steinfelderhof und dem Kirchengebäude durch ein großes schmiedeeisernes Tor und einen zweiten südlich über eine Treppe, neben dem ein Missionskreuz steht. Es wurde anlässlich der Volksmission vom 18. Juni bis 2. Juli 1950 errichtet. Auf beiden Seiten des Zugangs sind verwitterte, kaum mehr erkennbare Steinreliefs in der Kirchhofsmauer erhalten, die Szenen aus dem Kreuzweg zeigen. Die aus Bruchsteinen erbaute Kirchhofsmauer ist auf der Straßenseite zwischen 3,10 m und 1,80 m hoch und stellenweise mit Backsteinen ausgebessert. Die Breite beträgt 0,80 m. Auf der Innenseite, also zum Kirchhof hin, beträgt die Höhe durchgehend 1,20 m. Nur die Ost- und die Südseite sind mit einer Begrenzungsmauer umgeben. Auf der Westseite stützt eine Bruchsteinmauer das Gelände zum Neffelbachhang hin ab. Sie ragt über 5 m hoch aus dem Abhang hinauf und wird von Strebepfeilern gestützt. Im Norden begrenzt St. Viktor das Areal.
Mathias Köp, geboren und gestorben in Eggersheim, Vater des Gründers der Schönstattbewegung, Josef Kentenich, wurde auf dem alten Kirchhof beigesetzt. Das Grab zog viele Touristen an, wurde allerdings vor Jahren von der Gemeinde eingeebnet. 
Auf dem Kirchhof befinden sich direkt an der südlichen Seite des Kirchturms  Priestergräber mit einem steinernen Hochkreuz. Dort wurden von 1869 bis 1974 insgesamt vier Priester bestattet. Die Grabanlage ist mit Grabsteinen aus den vorigen Jahrhunderten umfasst. 
Auf der Ostseite hinter der Kirche wurden fünf einheitliche Kriegsgräberkreuze für 10 Tote aus dem Zweiten Weltkrieg aufgestellt. Zudem sind verstreut acht Einzelgräber für Tote beider Weltkriege erhalten.
Mit der Kirche St. Viktor, wurden der Kirchhof, die alten 109 Grabkreuzen sowie die Kirchhofsmauer aus Bruchsteinen am 12. März 1985 in die Denkmalliste der Gemeinde Nörvenich eingetragen.
Sie erscheint in der Auflistung unter der Nr. 33.
Auf dem 1968 neu angelegten Friedhof (Gemarkung Hochkirchen, Flur 5 Nr. 1), der 2050 m² groß ist und etwa 500 Grabstellen hat, stehen eine Trauerhalle und ein hölzernes Hochkreuz. Die Trauerhalle wurde 1968/1969 erbaut und verfügt über eine Kühlzelle. 
Direkt am Friedhof am Rand des Parkplatzes steht zwischen zwei Birken ein Wegekreuz aus dem Jahr 1859, das am 14. März 1985 unter Denkmalschutz gestellt wurde. Unmittelbar nach der Fertigstellung wurde mit dem Bau der Trauerhalle begonnen. Seitdem wird auf dem Kirchhof nicht mehr bestattet.

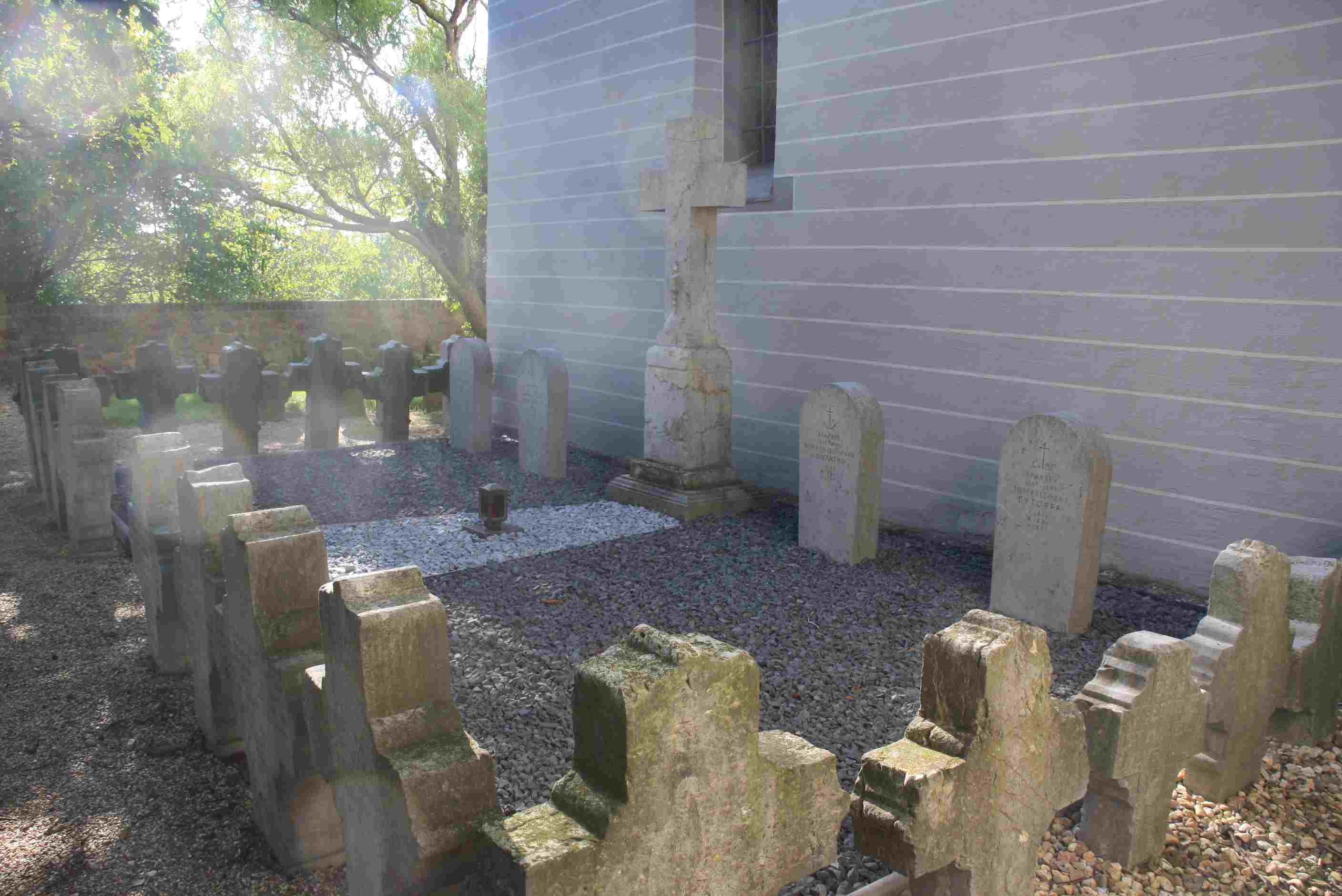
Die Priestergräber
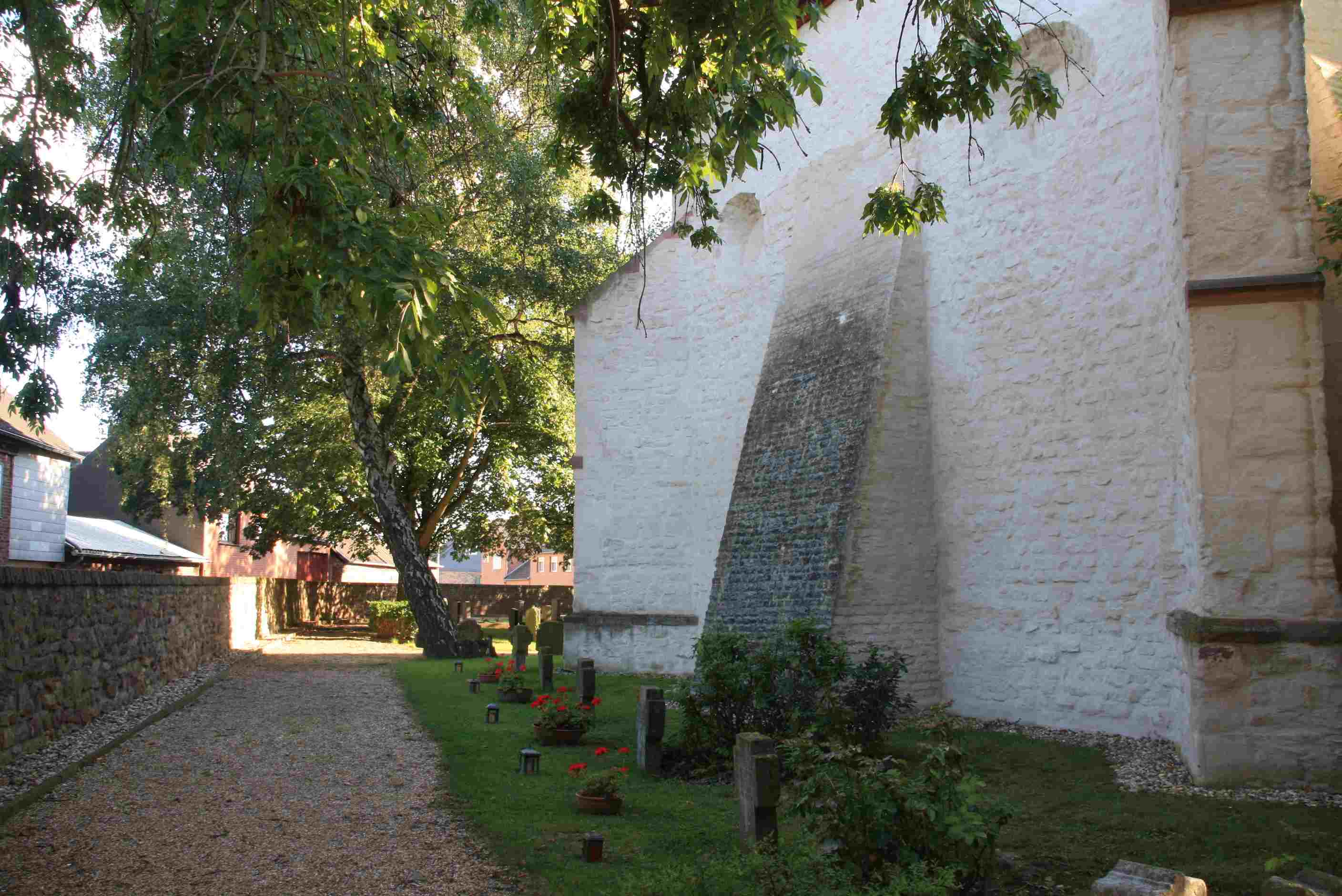
Die Kriegsgräber 2. Weltkrieg
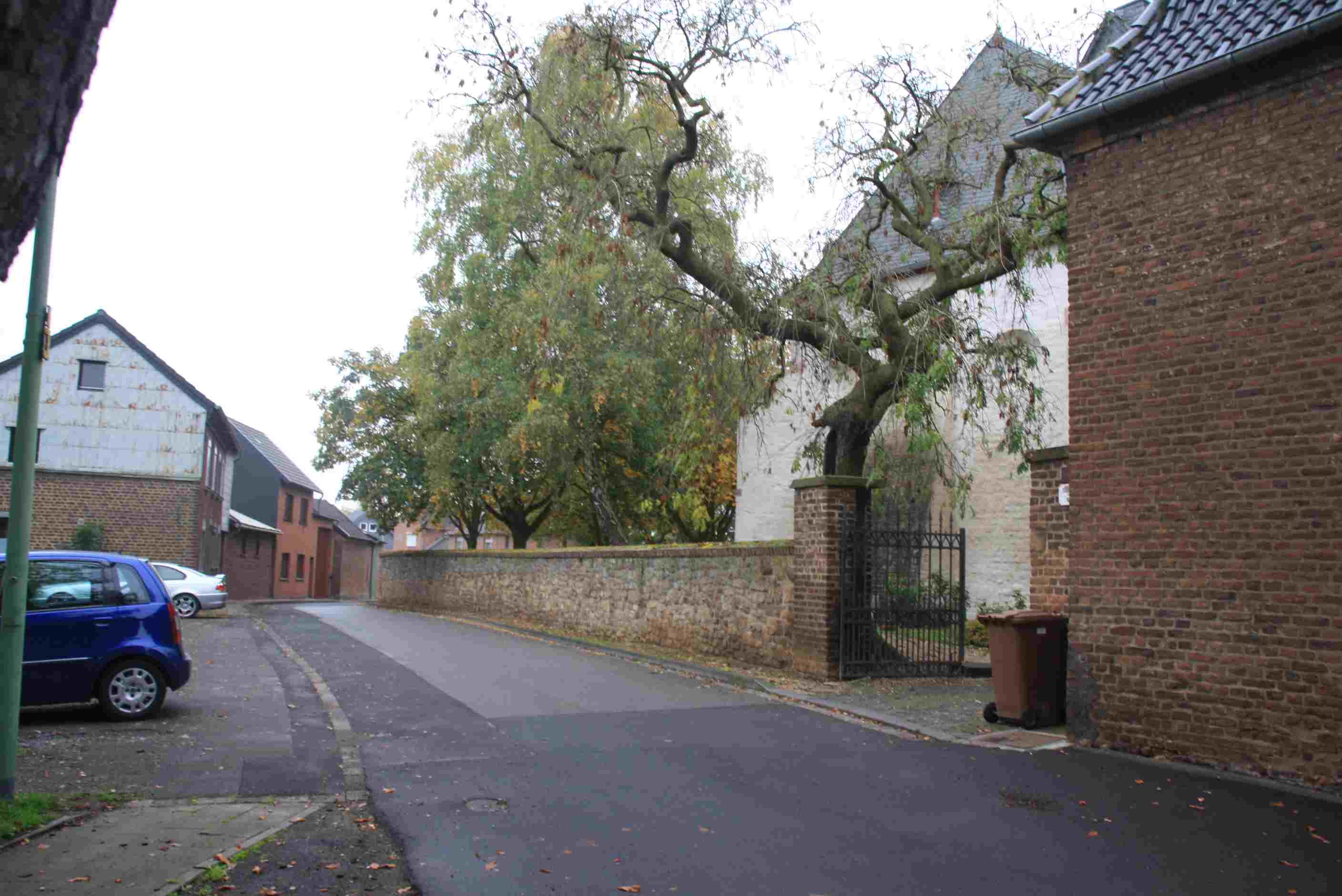
Die Kirchhofsmauer mit Tor im Osten
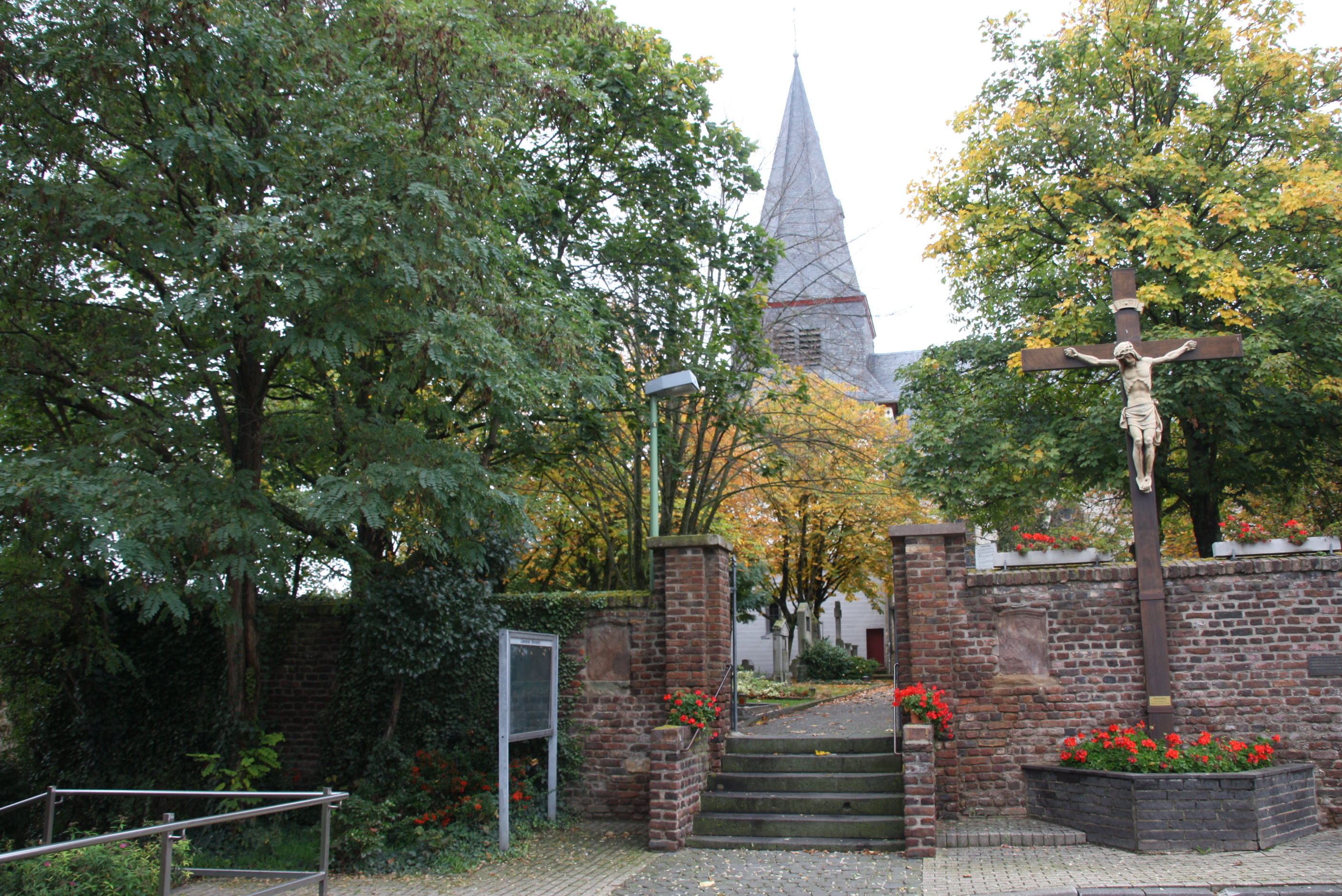
Der südliche Zugang in der Kirchstraße
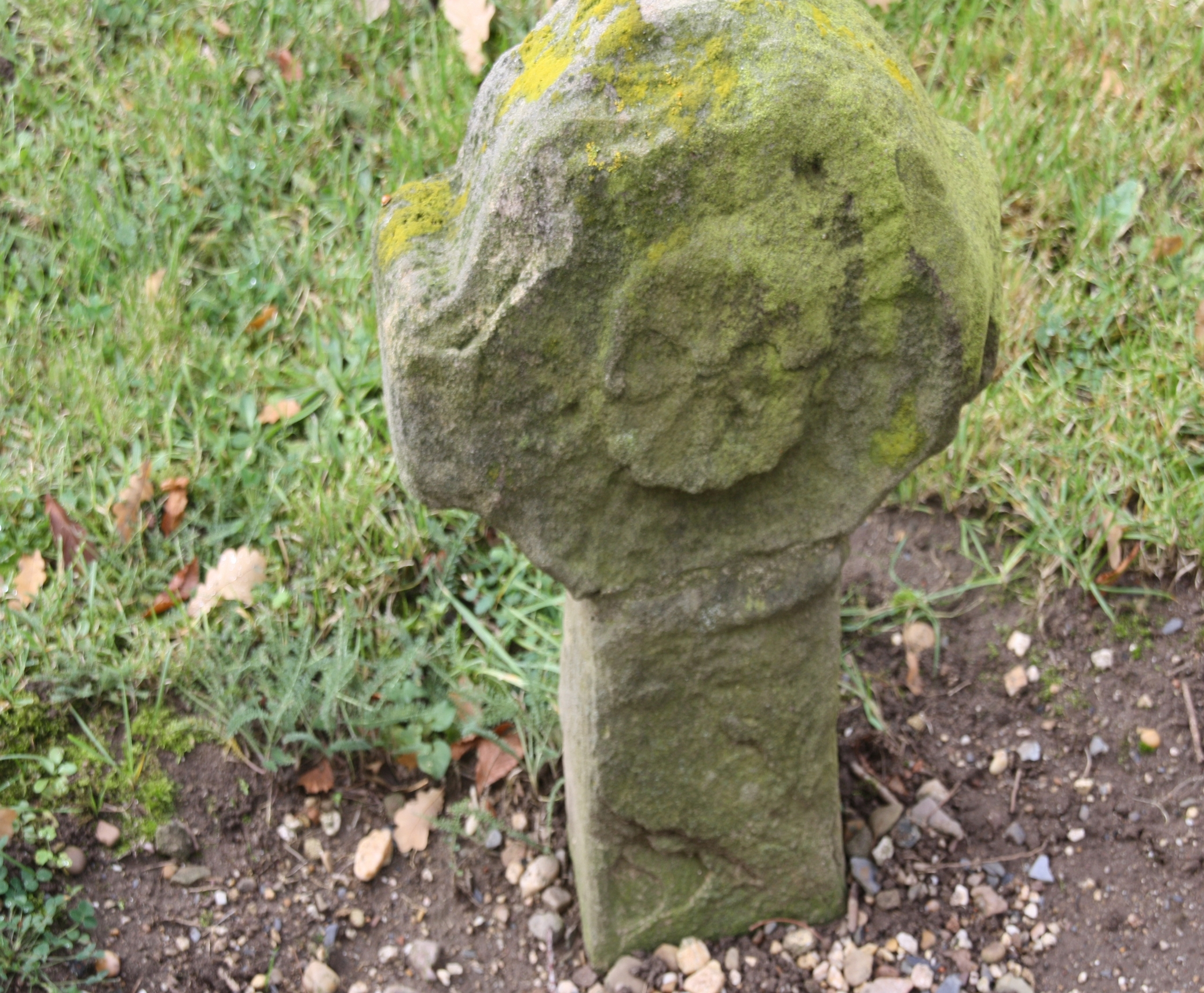
Grabstein Hoch von 1586